# Athylia vanessoides
Athylia vanessoides är en skalbaggsart som beskrevs av Stefan von Breuning 1956. Athylia vanessoides ingår i släktet Athylia och familjen långhorningar. Inga underarter finns listade.